# Isla Tobi
Tobi es una isla en el estado de Hatohobei de la República de Palaos. Con una población de cerca de 30 personas, la isla posee todos los pueblos del estado, con la excepción de una base temporal en otra isla. La mayoría de los habitantes viven en el lado oeste de la isla y hablan Tobiano. Tobi, el arrecife Helen (Hotsarihie), el Arrecife Transit (Pieraurou), y las islas en el estado de Sonsorol conforman las Islas del suroeste de Palaos. Tobi es de 1,6 km de largo y 0,8 de ancho, y tiene una superficie de aproximadamente 0,85 kilómetros cuadrados, o cerca de 0,33 millas cuadradas.